# لئون نهم
پاپ لئون نهم (به انگلیسی: Leo IX) (زاده ۲۱ ژوئن ۱۰۰۲ – درگذشت ۱۹ آوریل ۱۰۵۴) یکی از پاپ‌های کلیسای کاتولیک رم بود که از ۱۰۴۹ تا ۱۰۵۴ میلادی پاپ بود. او اولین پاپی بود که پس از دو قرن به نحوی جدی به اصلاحات در کلیسا پرداخت.

## پیشینه
او خود دوک بنونتو در جنوب ایتالیا بود. در سال ۱۰۵۱ در جهت حفظ منافع فئودالی اش، سپاهی دو هزار نفره را به نبرد با جنگجوی بزرگ نورمن‌، رابرت گیسکارد، رهبری کرد. شوالیه های روبر سپاه پاپ را کاملا درهم شکستند و لئوی نهم را به اسارت گرفتند و به مدت نه ماه روانه زندان کردند. در خلال مدت اسارت پاپ، نورمان ها به پاپ التماس میکردند تا آنها را ببخشد. پاپ که از ضعف خود برای درگیر شدن در این جنگ فئودالی نادم و پشیمان بود، خیلی سهل تر از آن که خود را ببخشد، اسیرکنندگان خویش را بخشید. پس از آن که نورمان ها او را آزاد کردند، پاپ لئو، مقدس ترین و محترم ترین مرد روزگار خویش، مابقی عمر خود را در قصر کلیسایی خویش به توبه از گناهانش گذراند. او بر روی کف سرد و کاشی پوش قصر می خوابید و ردای ساده و کرباسی می پوشید.

## شکاف بزرگ

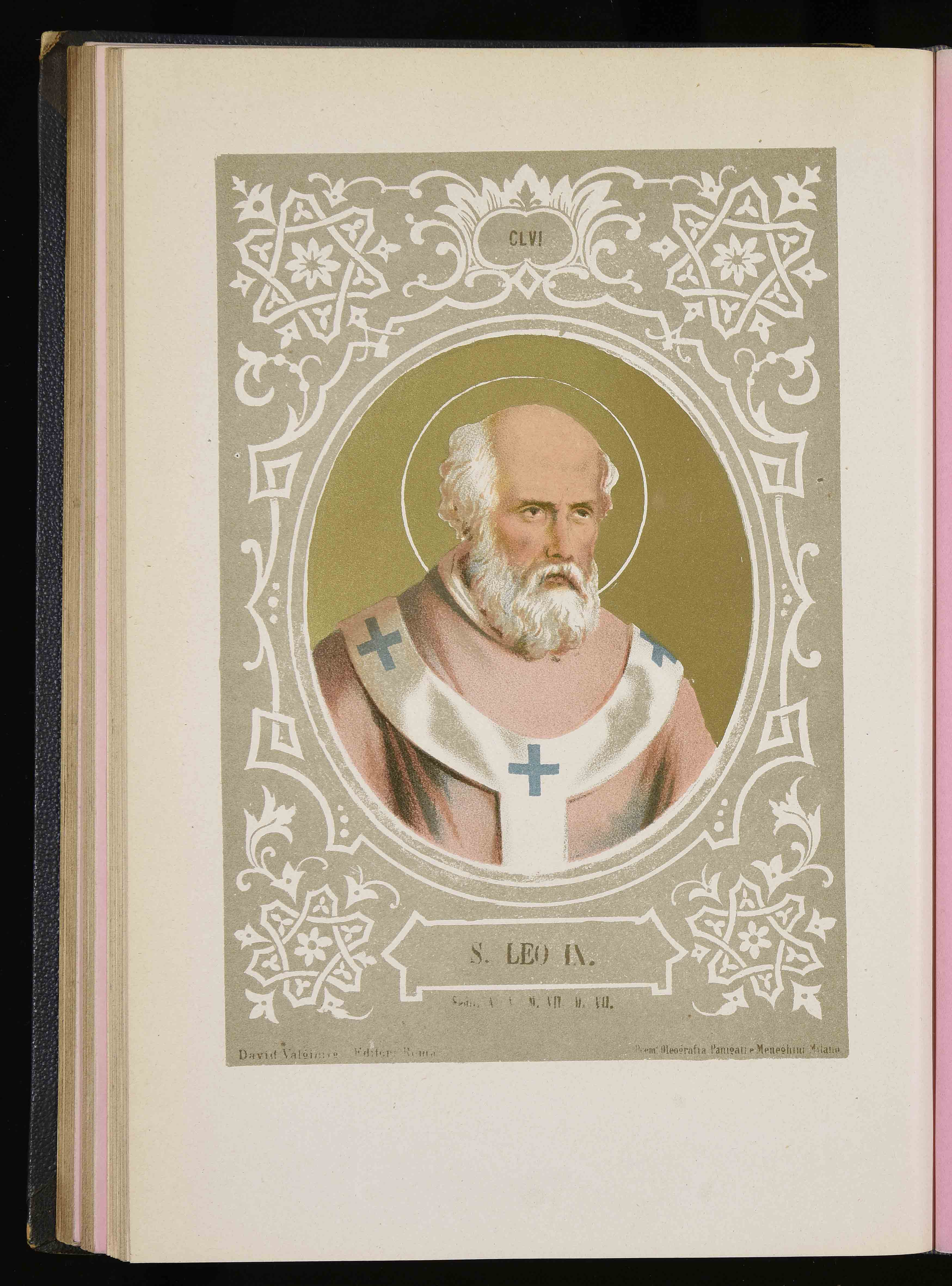
تصویری از پاپ لئون نهم

تا سال ۱۰۴۹، هنگامی که لئوی نهم پاپ شد و مستقیم استقلال کلیسای ارتدوکس شرق را به چالش کشید، در دل مردم بیزانس تخم خصومت کاشت. لئو در سال ۱۰۵۳ نامه ای برای میخائیل سرولاریوس سراسقف قسطنطنیه و رئیس کلیسای ارتدوکس شرق ارسال کرد. پاپ در این نامه خواستار آن شد که کلیساهای شرقی تفوق او را به رسمیت بشناسند. او هر کلیسایی را که به خواسته او تن در نداد «مجمع كفار... و کنیسه شیطان» توصیف کرد. کلیساهای شرقی نیز طی عهد و پیمان هایی که با هم بستند، در جواب به تهدید لئو، به اصول کلیسای رم حمله کردند، به خصوص اصل تجرد. و سرولاریوس نیز برای  تلافی تمامی کلیساهای قسطنطنیه را که به آیین های رمی عمل می کردند، تعطیل کرد. در سال ۱۰۵۴ لئوی نهم درگذشت. و مقام پاپی در روم بیش از یک سال خالی ماند. مجمع کاردینال‌ها که در مقام پاپ عمل می کرد، سرولاریوس را تکفیر کرد. کرولاريوس نیز در جواب هیئتی مرکب از نمایندگان تمام جامعه مسیحیت شرق تشکیل داد و کلیسای کاتولیک رم را محکوم و تمام ارتباطات خود را با آن قطع کرد. سراسقف همچنین تمامی مراسم رمی را در کلیسای قبر مقدس در اورشلیم ممنوع کرد و به این ترتیب، عبادت زوار غربی در این کلیسا به مراتب دشوارتر شد. مورخین این جدایی رسمی را میان کلیساهای شرق و رم در سال ۱۰۵۴ شکاف بزرگ می نامند‌.